# Sac de Marseille
Le sac de Marseille a été perpétré par les troupes du roi Alphonse V d'Aragon entre les 20 et 23 novembre 1423.
Louis III, Comte d'Anjou et de Provence avait été adopté par la reine de Naples, Jeanne II qui n'eut pas de successeurs directs. Alphonse V revendiquant également la couronne de Naples se bat contre Louis III qui remporte dans le sud de l'Italie un succès éphémère l'obligeant à retourner en Aragon. Sur se chemin du retour, pour se venger contre des alliés de Louis, il attaque la ville, la met à sac et l'incendie durant trois jours. Cet épisode relativement peu connu est une des plus grandes catastrophes que la ville ait subie.

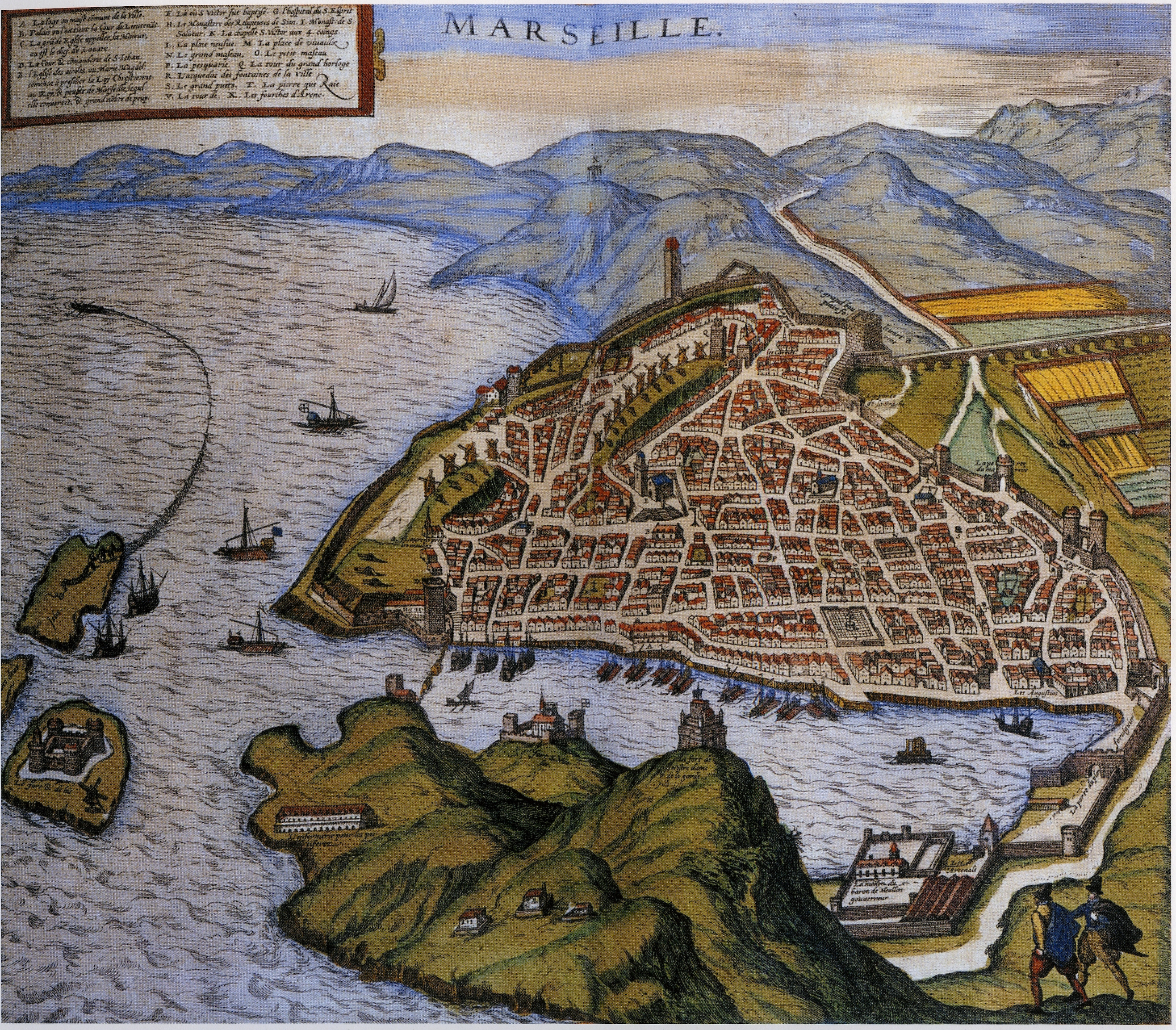
Vue de la ville avec la chaine barrant la passe d'entrée du Vieux-Port - Carte de 1584

## Le contexte géopolitique
La seconde maison d'Anjou-Provence et la maison d'Aragon déjà détentrice de la Sicile, s'opposent pour la possession du royaume de Naples.
Le roi de Naples Ladislas, le vainqueur de Louis II d’Anjou, meurt à Naples le 6 août 1414. N'ayant pas d’enfants, il a pour successeur sa sœur Jeanne II, âgée d’environ quarante-cinq ans et veuve du duc Guillaume d'Autriche. Elle est reconnue comme reine de Naples par le pape Martin V élu au concile de Constance qui met fin au Grand Schisme d’Occident. Elle est couronnée reine de Naples le 28 octobre 1419 par Morosini légat du pape.
Mais Jeanne II et Martin V ne conservent pas de bons rapports, et le pape change d'avis. Il transfère alors la couronne à Louis III d'Anjou, fils de Louis II. Grâce au concours des galères génoises et marseillaises, Louis III part pour l'Italie du sud et arrive devant Naples le 15 août 1420. Jeanne II appelle alors à son secours Alphonse V d'Aragon qui arrive avec ses propres galères devant Naples assiégée par Louis III et libère la ville. Mais l'entente ne dure pas entre Jeanne II et Alphonse V car ce dernier ne veut pas se contenter de sa situation d'héritier du trône mais veut prendre le pouvoir. Jeanne II change à nouveau d'alliance et adopte à son tour Louis III en renouvelant le 21 juin 1423 au profit de ce dernier la donation du royaume que la reine Jeanne Ire de Naples avait autrefois signée en faveur de Louis I. Cet acte faisait du roi d'Aragon l'ennemi implacable de la maison d'Anjou.
Le pape Martin V et Louis III interviennent auprès de Filippo Maria Visconti, duc de Milan, pour qu'il réunisse à Pise une flotte pour attaquer Naples. Devant cette menace et sachant que son beau-frère le roi de Castille menace ses États, Alphonse V décide en octobre 1423 de retourner en Aragon. Sachant que la ville de Marseille est en partie désarmée pour soutenir la campagne d’Italie de Louis III, il décide sur le chemin du retour d'attaquer cette ville.

## Marseille à la veille de l'attaque

### Une attaque annoncée

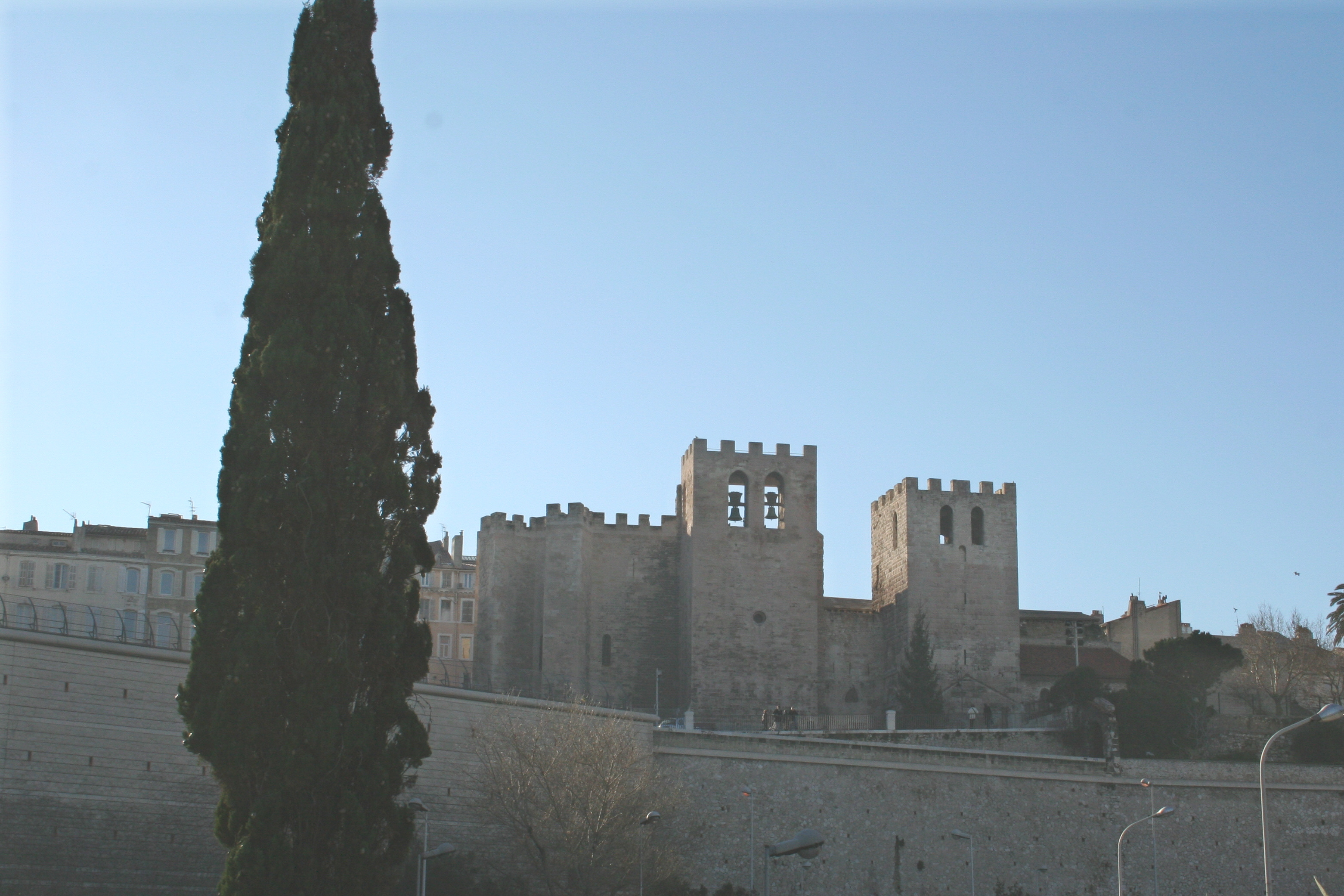
Vue générale de l'abbaye de Saint-Victor. Façade Nord des donnant sur le Vieux-Port.

Le gouvernement municipal marseillais n'ignore pas la menace que faisait planer sur la ville le passage de la flotte ennemie le long des cotes provençales. Cette flotte composée de dix-huit galères et de douze vaisseaux avait été aperçue à Nice puis à Toulon. Les Marseillais en avaient été avertis. Dès le mois d'octobre le trésor de l'abbaye de Saint-Victor ainsi que les reliques de Saint Louis d’Anjou conservées au couvent des frères mineurs sont mis à l’abri à l’intérieur des remparts.
Malheureusement la ville ne disposait pour défendre les remparts que de trois cent soixante hommes médiocrement armés. Mais aussi et surtout Marseille était privée de sa flotte, Louis III ayant sans doute emmené avec lui à Naples les meilleurs navires du port. De plus, les bâtiments qui avaient échappé à cette réquisition avaient probablement regagné le port pour y être désarmés en vue de l'approche de l’hiver.

### Le système de défense de la ville
La ville médiévale est située entièrement sur la rive nord du Vieux Port. Elle se concentre autour des buttes de Saint-Laurent, des Moulins et des Carmes. Les remparts commençaient à peu près au bas de l'actuelle Canebière, suivaient le cours Belsunce, atteignaient le rivage au niveau de la cathédrale de la Major puis rejoignaient la tour Maubert, actuellement tour du roi René à l'intérieur du fort Saint-Jean. Au fond du port mais à l'extérieur des remparts, se trouvait à l'emplacement de l'actuel quai des Belges, le plan Fourmiguier réservé à la construction navale. La rive sud de la ville située au nord du Vieux Port n'était pas protégée par des remparts. Toute la rive méridionale du Vieux Port appartenait à l'abbaye de Saint-Victor et n'était pas urbanisée.

Plan de la ville de Marseille en 1423

Le système de défense du port tel que l'on peut le reconstituer à partir de documents d'archives était tout entier concentré au niveau de la passe. L'entrée du port large d'une centaine de mètres se composait de deux parties bien distinctes. La partie sud sur environ soixante dix mètres était obstruée par des rochers plus ou moins affleurants interdisant le passage des navires. Seule la partie nord sur une largeur de trente mètres environ constituait la passe navigable.
Pour contrôler le passage une chaîne amovible barrait cette passe ; mais la difficulté de tendre une chaîne sur une trentaine de mètres avait conduit à diviser la passe en deux chenaux à peu près égaux. Pour cela une tour probablement en bois est construite au milieu ; deux chaînes de quinze mètres environ permettent d’interdire ou d’autoriser le passage dans le port.
Légende de la carte : Portes et tours : 1- Portegalle, 2- Tour Amiel, 3- Grosse tour, 4- Tour des Rostagniers, 5- Porte d'Aix, 6- Porte de la Frache, 7- Porte Saint Martin, 8- Porte du Marché, 9- Porte du Lauret, 10- Porte du plan Fourmiguier, 11- Tour de l'Horloge. Édifices civils : 12- Hôpital Saint-Jacques des épées, 13- Hôpital Saint Antoine, 14- Hôpital du Saint Esprit, 15- Hôpital Saint-Jacques des Galices, 16- Palais comtal, 17- Hôtel de ville, 18- Le Tholonée, 19- Tour Maubert. Lieux de culte : 20- Les Trinitaires, 21- Cathédrale de la Major, 22- Église Saint-Laurent, 23- Saint Jean, 24- Sainte Claire, 25- Saint Cannat, 26- Palais épiscopal, 27- Les Carmes, 28- Sainte Marthe, 29- Saint Sauveur, 30- Notre-Dame des Accoules, 31- Saint Martin, 32- Notre-Dame de Sion, 33- Saint Jacques, 34- Les Augustins, 35- Les frères mineurs, 36- Les précheurs, 37- Sainte Catherine, 38- Sainte Marie-de-Paradis, 39- Saint Pierre-de-Paradis, 40- Saint Ferréol, 41- Saint Nicolas, 42- Saint Victor. Rues et places anciennes : A- Place du saint Sauveur (actuelle place de Lenche), B- Place des Moulins, C- Rue Caisserie, D- Rue draperie supérieure, E- Chemin du littoral, F- Chemin d'Aix, G- Chemin de sainte Claire la vieille, H- Chemin de Saint Bauzille, I- Chemin de Saint Louis, J- Chemin de la blanquerie, K- Chemin d'Aubagne, L- Chemin Notre-Dame du Plan, M- Chemin de Cassis, N- Chemin de Paradis.

## L’attaque et le pillage de la ville
Le 18 novembre 1423, les surveillants des postes de guet de Marseilleveyre et de la Garde signalent l'arrivée de la flotte aragonaise au large de la ville. Le 20 novembre un premier contingent de soldats débarque dans une anse située à l’ouest de Saint-Victor, probablement l'anse des Catalans (qui ne prendra cette dénomination qu'au XVIIIe siècle et pour une autre raison car c'est dans cette crique que des pêcheurs catalans s'installèrent après la peste de 1720). Les Aragonais prennent possession de l'abbaye de Saint-Victor et de la chapelle Saint-Nicolas.
Malgré une résistance farouche des défenseurs de la tour Maubert qui se trouvait à l'emplacement de l’actuelle tour du roi René dans le fort Saint-Jean, la lourde chaîne qui barre l'entrée du port est brisée et les galères catalanes pénètrent dans le port. La nef de Bertrand Forbin qui avait été placée devant la chaîne pour interdire l'entrée du port est coulée par quatre galères catalanes.

### Le pillage de la ville
La rive nord du vieux port actuel est réservée au commerce et à l'accostage des navires pour le chargement et le déchargement des marchandises ; elle est dépourvue de remparts de protection. Les habitants se défendent maison par maison, mais les Catalans y mettent le feu. Les habitations aux fortes charpentes de bois s'embrasent d’autant plus facilement que le feu est attisé par un vent violent. Le pillage et l'incendie durent trois jours. Les Aragonais dévastent le couvent des frères mineurs pour s'emparer de la châsse et des reliques de Saint Louis d’Anjou. Malgré les précautions prises pour mettre ces reliques en lieu sûr, elles sont découvertes grâce à une indication obtenue par les pillards.

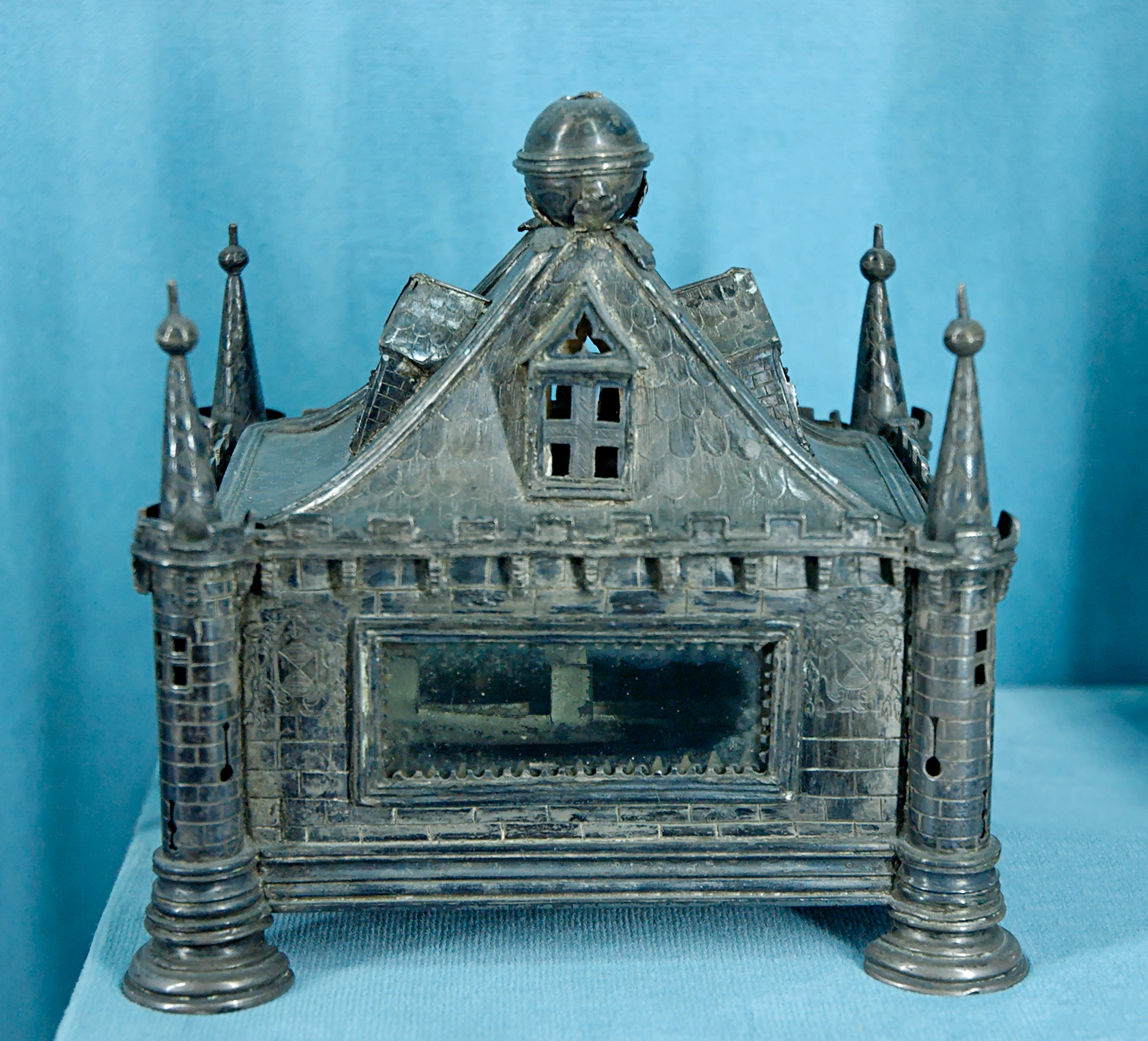
Reliquaire en argent de saint Louis d'Anjou,
musée du Moyen Âge de Cluny

La ville privée de navires, de soldats et d'armes alors employés aux opérations napolitaines subit un désastre ; malgré le courage des habitants, ce handicap est accentué par l'incapacité des autorités à coordonner l'action de la milice urbaine. Le viguier de la cité, Arnaud de Villeneuve, jeune chevalier d'une vingtaine d'années, le premier syndic Gaspard de Ricavi (seigneur de Fuveau) et le second syndic Gabriel de Sarda semblent avoir rapidement fui la ville.
Alphonse V rappelle ses hommes le 23 novembre et fait mouiller ses galères aux îles du Frioul. Il repart en Aragon à la fin du mois de novembre en emportant comme trophée les reliques de Saint-Louis et les deux parties de la chaîne du port. Les malheurs de la ville ne sont pas pour autant terminés car après le retrait des soldats, des malfaiteurs de la ville et des environs continuent le pillage. Le viguier d’Aix-en-Provence, Louis de Bouliers, vicomte de Reillanne, arrive un peu plus tard pour faire enfin cesser le pillage.

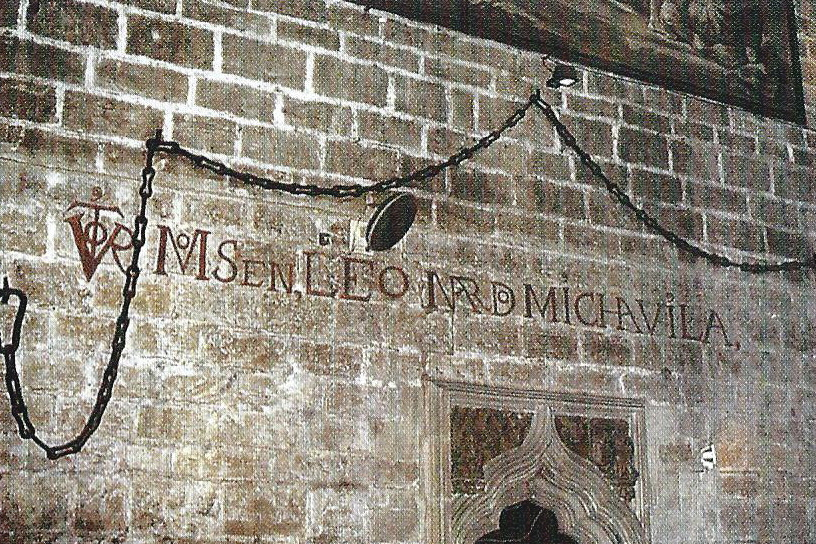
Chaîne du port de Marseille dans la cathédrale de Valence en Espagne

La perte des reliques de Saint Louis d’Anjou toucha vivement la population profondément attachée au souvenir de ce saint, surtout depuis le transfert de ses restes, en présence de son frère le roi Robert le Sage, dans le couvent des frères mineurs. En vue de récupérer ces reliques, la ville entreprend de 1424 à 1431 de nombreuses démarches auprès d'Alphonse V, du cardinal Pierre de Foix légat de Martin V auprès d’Alphonse V, de Martin V et de Charles VII roi de France. Toutes ces démarches seront vaines. Ces reliques seront en partie restitués le 24 juin 1956 et seront vénérées dans l’église Saint Ferréol-les Augustins.
La chaîne du port est toujours exposée sur les murs de la cathédrale de Valence en Espagne.

## Le lent retour des habitants
Les Marseillais furent lents à revenir dans leur ville. Devant cette réticence, le 24 mai 1426, la reine Yolande mère de Louis III, donne l'ordre aux habitants qui avaient fui au moment de l'invasion, de regagner leur maison pour les reconstructions nécessaires sous peine de confiscation de leurs biens. Le roi de France Charles VII autorise le transport, en franchise de taxes, des bois du Dauphiné afin de reconstruire les charpentes des maisons détruites.

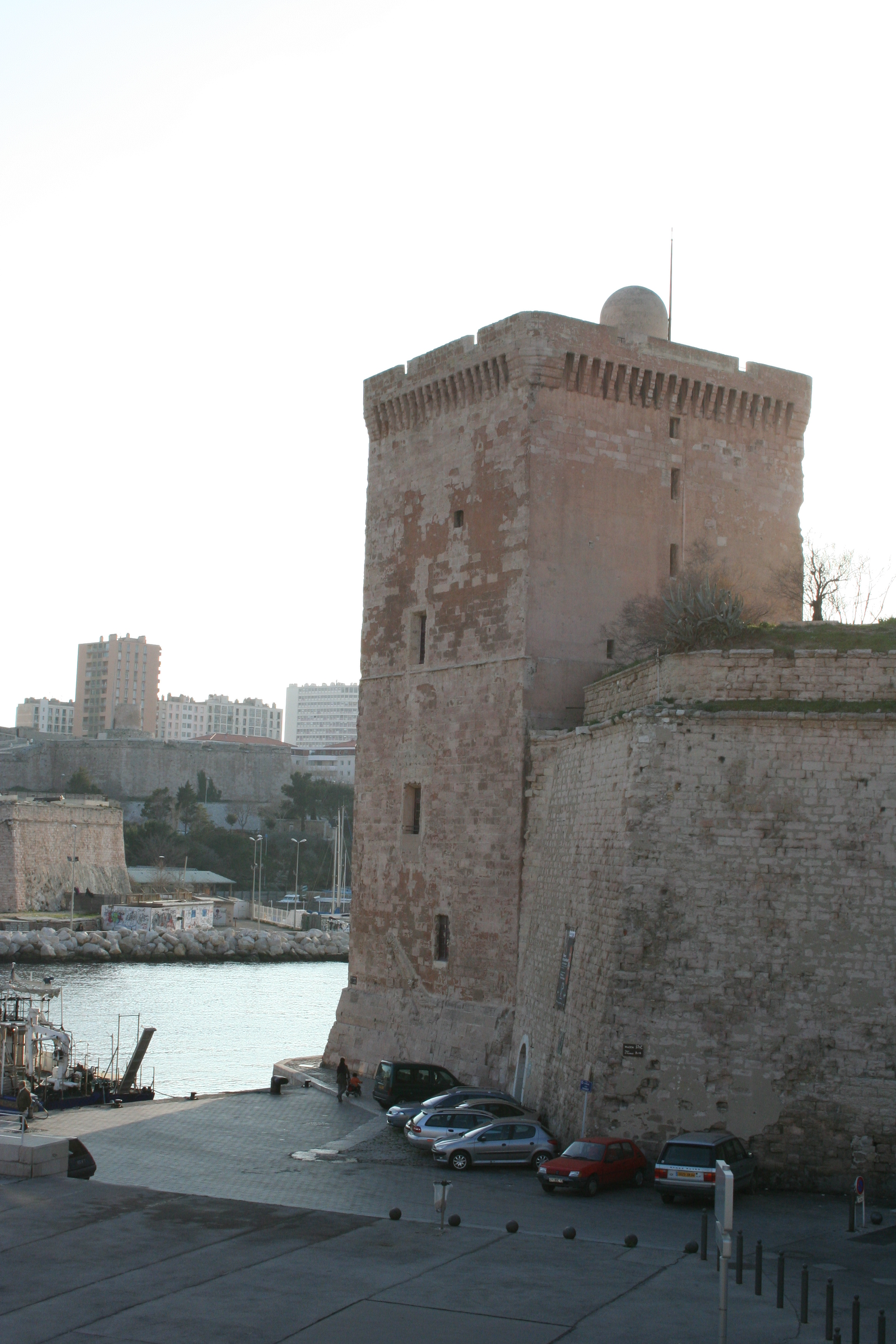
Tour du roi René dans le Fort Saint-Jean, construite en 1447 à la place de la tour Maubert

La ville s'occupe en priorité de la défense de la cité en achetant de nouvelles armes et des pièces d'artillerie ; pour cela elle contracte un important emprunt auprès des banquiers avignonnais. Pour assurer la sécurité de l'entrée du port, un navire est affecté à la garde de la passe puis en 1425 une chaîne est réinstallée dans la passe. La réfection de la tour Maubert étant trop onéreuse, le pivot défensif de la passe est transféré en face au niveau de la chapelle Saint Nicolas. Ce n’est que plus tard sous le règne de René d'Anjou, frère de Louis III, que la tour sera reconstruite de 1447 à 1452 et incorporée au fort Saint-Jean.
La ville de Marseille équipe à ses frais des vaisseaux spécialement affectés à la guerre de course contre les navires catalans. L'audace des capitaines est grande : Boton n'hésite pas à s'introduire dans le port d’Aigues-Mortes qui fait alors partie du royaume de France pour capturer une nef de Collioure au risque de provoquer une crise diplomatique entre la France et la Provence. Cependant Marseille confirme son attachement viscéral à la libre circulation entre la ville et le port ; en effet le nouveau viguier Astorge de Peyre doit renoncer à transformer en rempart la première ligne de maisons longeant le quai au nord du Vieux Port.
Pour remédier aux graves dommages causés au commerce aragonais, les Catalans organisent une expédition de représailles en débarquant à l’embouchure du Rhône et en assiégeant Marseille, mais le gouvernement du Comté est sur ses gardes et repousse l’ennemi. Une trêve est enfin conclue le 5 juin 1451. Une paix précaire s’installe : un des signes de ce retour à la paix est la création d’une juridiction fameuse, celle des prud’hommes pêcheurs de Marseille. Le commerce reprend peu à peu.